# Andrus Ansip
Andrus Ansip (Tartu; 1 de octubre de 1956) es un político estonio. Ocupó el cargo de primer ministro de Estonia, y presidente del Partido Reformista Estonio. Tras las elecciones europeas de 2014 fue nombrado Vicepresidente y Comisario europeo de Mercado Único Digital por Jean-Claude Juncker.

## Biografía
Ansip se graduó en la Universidad de Tartu con un diploma en química en 1979. Estuvo en la junta directiva regional del PCUS, participando en la supresión de los partidarios de la independencia de Estonia. Al desmembrarse la URSS, cambió de bando político. Ansip trabajaba en varias empresas de actividades bancarias y de inversión. Ha servido como miembro de la Junta Directiva del Banco de la Gente de Tartu.
En 1998, Ansip fue elegido alcalde de Tartu como candidato por el Partido Reformista Estonio. Fue alcalde de Tartu hasta 2004.
Ansip fue nombrado ministro de Economía el 13 de septiembre de 2004, sucediendo a Meelis Atonen, que dimitió.
El 31 de marzo de 2005, Ansip fue elegido primer ministro tras la renuncia de Juhan Parts. En las elecciones de 2007 su partido ganó las elecciones con 31 escaños, formando un nuevo gobierno el 5 de abril de ese año. Entre los ministros de su gabinete se ha destacado Jürgen Ligi en la cartera de Finanzas.

## Traslado del Soldado de bronce de Tallin
Una de las acciones más controvertidas del gobierno de Ansup fue el traslado del principal monumento de la Segunda Guerra Mundial de Tallin, conocido como el Soldado de Bronce de Tallin, que fue llevado desde un lugar en el centro de la ciudad al cementerio de las Fuerzas Armadas de Tallin. La recolocación del monumento, el 27 de abril de 2007, produjo dos noches de disturbios, los más graves desde la independencia de Estonia.

## Salto a la política europea
Tras la celebración de las elecciones europeas de 2014 pasó a ocupar el cargo de Vicepresidente y Comisario europeo de Mercado Único Digital por ALDE. El proyecto estrella de su legislatura es la construcción del llamado "Mercado Único Digital", que supondrá el fin del roaming en la Unión Europea a partir del 15 de junio de 2017.